# Baignes-Sainte-Radegonde
Baignes-Sainte-Radegonde är en kommun i departementet Charente i regionen Nouvelle-Aquitaine i västra Frankrike. Kommunen ligger  i kantonen Baignes-Sainte-Radegonde som ligger i arrondissementet Cognac. År 2022 hade Baignes-Sainte-Radegonde 1 241 invånare.

## Befolkningsutveckling
Antalet invånare i kommunen Baignes-Sainte-Radegonde
Referens:INSEE